# Aleksandrs Grīns
Aleksandrs Grīns (pravé jméno Jēkabs Grīns, 15. srpna 1895 – 25. prosince 1941 Astrachaň) byl lotyšský spisovatel, překladatel a důstojník lotyšských ozbrojených sil.

## Životopis
Alexandrs Grīns se narodil 15. srpna 1895 v rodině sedláka v usedlosti „Ziedi“ (v obci Birži, nyní Kalni, okres Jaunjelgava). Navštěvoval základní školu v Muižgale, poté absolvoval obchodní školu ve městě Jēkabpils. Grīns měl v plánu studovat medicínu na univerzitě v Tartu, ale kvůli vypuknutí první světové války místo toho začal studovat vojenskou školu v Moskvě. Po několika měsících výcviku byl Grīns povýšen a vyslán na frontu. Během bitvy u Smārde a Olaine se rozhodl změnit si jméno z Jēkaba na Alexandrse.
Během bojů v roce 1917 byl Grīns vážně zraněn a následně v září, po německém útoku na Rigu, byl evakuován do Petrohradu. Po rozpuštění Lotyšského střeleckého sboru, 6. dubna 1918, byl Grīns demobilizován z armády a vrátil se do svého rodného domu, který byl ale zničen. Odešel tedy na studia medicíny na Tartuskou univerzitu, ale na začátku roku 1919 byl opět mobilizován do sovětské lotyšské armády. Při ústupu sovětské armády u Bausky dezertoval a přidal se k vojsku proněmecké prozatímní lotyšské Niedrovy vlády, dostal se do Balodisovy brigády, se kterou dorazil do Rigy. Na podzim roku 1919 pokračoval ve studiu medicíny na Lotyšské univerzitě.
Od roku 1920 pracoval jako novinář pro Latvijas Kareivis, Latvis a Brīvā Zeme. V té době také začal psát historické romány. V roce 1939 pokračoval ve službě v lotyšské armádě, po okupaci Lotyšska v roce 1940 byl poslán do litenického tábora, kde byl 14. června 1941 zatčen. Následně byl převezen do Rigy a vyslýchán v noci z 24. na 25. června. Poté byl deportován do Ruska, kde byl odsouzen k smrti a zastřelen ve věznici.